# Francja na Letnich Igrzyskach Olimpijskich 1920
Francja na Letnich Igrzyskach Olimpijskich 1920 w Antwerpii reprezentowana była przez 304 sportowców – w tym przez 8 kobiet. Zawodnicy francuscy zdobyli łącznie 42 medale. Dodatkowo w Konkursie Sztuki i Literatury srebrny medal zdobyła Henriette Brossin de Polanska.

## Zdobyte medale
| Medal  | Zawodnik | Dyscyplina sportowa  | Konkurencja                                        |
| ------ | --- | -------------------- | -------------------------------------------------- |
| Złoto  | Léonce Quentin | Łucznictwo           | 50 metrów                                          |
| Złoto  | Joseph Guillemot | Lekkoatletyka        | 5000 metrów                                        |
| Złoto  | Paul Fritsch | Boks                 | waga piórkowa                                      |
| Złoto  | Armand Massard | Szermierka           | szabla                                             |
| Złoto  | Fernand Canteloube, Georges Detreille, Achille Souchard, Marcel Gobillot | Kolarstwo            | wyścig szosowy, drużynowo                          |
| Złoto  | Suzanne Lenglen, Max Décugis | Tenis                | gra podwójna, mieszana                             |
| Złoto  | Suzanne Lenglen | Tenis                | gra pojedyncza kobiet                              |
| Złoto  | Ernest Cadine | Podnoszenie ciężarów | waga lekkociężka                                   |
| Złoto  | Henri Gance | Podnoszenie ciężarów | waga średnia                                       |
| Srebro | Léonce Quentin | Łucznictwo           | 28 metrów                                          |
| Srebro | Julien Brulé | Łucznictwo           | 33 metrów                                          |
| Srebro | Léonce Quentin, Julien Brulé, Pascal Fauvel, Eugène Grisot, Eugène Richez, Paul Leroy, Arthur Mabillon, Léon Epin | Łucznictwo           | 33 metrów drużynowo                                |
| Srebro | Léonce Quentin, Julien Brulé, Pascal Fauvel, Eugène Grisot, Eugène Richez, Paul Leroy, Arthur Mabillon, Léon Epin | Łucznictwo           | 50 metrów drużynowo                                |
| Srebro | Joseph Guillemot | Lekkoatletyka        | 10000 metrów                                       |
| Srebro | René Lorain, René Tirard, René Mourlon, Émile Ali-Khan | Lekkoatletyka        | 4 × 100 metrów                                     |
| Srebro | Jean Gachet | Boks                 | waga piórkowa                                      |
| Srebro | Field | Jeździectwo          | woltyżerka                                         |
| Srebro | Field, Salins, Cauchy | Jeździectwo          | woltyżerka drużynowo                               |
| Srebro | Philippe Cattiau | Szermierka           | floret                                             |
| Srebro | Philippe Cattiau, Lionel Bony de Castellane, Gaston Amson, Roger Ducret, André Labatut, Georges Trombert, Lucien Gaudin, Marcel Perrot | Szermierka           | floret drużynowo                                   |
| Srebro | Alexandre Lippmann | Szermierka           | szabla                                             |
| Srebro | Georges Trombert, Jean Margraff, Marc Perrodon, Henri de Saint Germain | Szermierka           | szpada drużynowo                                   |
| Srebro | Marco Torrès | Gimnastyka           | wielobój                                           |
| Srebro | Gabriel Poix, Maurice Monney-Bouton, Ernest Barberolle | Wioślarstwo          | dwójka ze sternikiem                               |
| Srebro | Édouard Bader, François Borde, Adolphe Bousquet, Jean Bruneval, Alphonse Castex, André Chilo, René Crabos, Curtet, Alfred Eluère, Jacques Forestier, Grenet, Maurice Labeyrie, Robert Levasseur, Pierre Petiteau, Raoul Thiercelin | Rugby                |                                                    |
| Srebro | Albert Weil, Félix Picon, Robert Monier | Żeglarstwo           | Klasa 6,5 metra                                    |
| Srebro | Léon Johnson | Strzelectwo          | Karabin wojskowy, pozycja leżąca, 300 m            |
| Srebro | Léon Johnson, Achille Paroche, Émile Rumeau, André Parmentier, Georges Roes | Strzelectwo          | Karabin wojskowy, pozycja leżąca, 300 m, drużynowo |
| Brąz   | Léonce Quentin, Julien Brulé, Pascal Fauvel, Eugène Grisot, Eugène Richez, Paul Leroy, Arthur Mabillon, Léon Epin | Łucznictwo           | 28 metrów drużynowo                                |
| Brąz   | Géo André, Gaston Féry, Maurice Delvart, André Devaux | Lekkoatletyka        | 4 × 400 metrów                                     |
| Brąz   | Xavier Eluère | Boks                 | waga ciężka                                        |
| Brąz   | Fernand Canteloube | Kolarstwo            | wyścig szosowy                                     |
| Brąz   | Roger Ducret | Szermierka           | floret                                             |
| Brąz   | Gustave Buchard | Szermierka           | szabla                                             |
| Brąz   | Armand Massard, Alexandre Lippmann, Gustave Buchard, Georges Trombert, Georges Casanova, Louis Moreau, Gaston Amson | Szermierka           | szabla drużynowo                                   |
| Brąz   | Jean Gounot | Gimnastyka           | wielobój                                           |
| Brąz   | Georges Berger, Émile Boitelle, Émile Bouchès, René Boulanger, Alfred Buyenne, Eugène Cordonnier, Léon Delsarte, Lucien Démanet, Paul Durin, Victor Duvant, Fernand Fauconnier, Arthur Hermann, Albert Hersoy, Alphonse Higelin, Auguste Hoël, Georges Lagouge, Paulin Lemaire, Ernest Lespinasse, Jules Pirard, Eugène Pollet, Louis Quempe, Georges Thurnherr, Marco Torrès, François Walker, Julien Wartelle, Paul Wartelle | Gimnastyka           | wielobój drużynowo                                 |
| Brąz   | Alfred Plé, Gaston Giran | Wioślarstwo          | dwójka podwójna                                    |
| Brąz   | Suzanne Lenglen, Élisabeth d’Ayen | Tenis                | gra podwójna kobiet                                |
| Brąz   | Max Décugis, Pierre Albarran | Tenis                | gra podwójna mężczyzn                              |
| Brąz   | Léon Bernot | Podnoszenie ciężarów | waga ciężka                                        |

## Skład kadry

### Boks
| Zawodnik                | Konkurencja    | 1/16             | 1/8                 | Ćwierćfinał          | Półfinał          | Finał/Mecz o 3. miejsce | Finał/Mecz o 3. miejsce |
| Zawodnik                | Konkurencja    | Przeciwnik Wynik | Przeciwnik Wynik    | Przeciwnik Wynik     | Przeciwnik Wynik  | Przeciwnik Wynik        | Miejsce                 |
| ----------------------- | -------------- | ---------------- | ------------------- | -------------------- | ----------------- | ----------------------- | ----------------------- |
| Jean-Baptiste Rampignon | waga musza     |                  | Harry Turner W      | Frank di Genaro P    | Nie awansował     | Nie awansował           | Nie awansował           |
| Charles Albert          | waga musza     |                  | Vincenzo Dell'Oro W | Joseph Charpentier W | Frank di Genaro P | William Cuthbertson P   | 4.                      |
| Georges Cochon          | waga kogucia   |                  | Samuel Vogel P      | Nie awansował        | Nie awansował     | Nie awansował           | Nie awansował           |
| Henri Ricard            | waga kogucia   |                  | Hjalmar Nygaard W   | Chris Graham P       | Nie awansował     | Nie awansował           | Nie awansował           |
| Jean Gachet             | waga piórkowa  |                  |                     |                      | Jack Zivic W      | Paul Fritsch P          | srebro                  |
| Paul Fritsch            | waga piórkowa  |                  |                     |                      | Edoardo Garzena W | Jean Gachet W           | złoto                   |
| Joseph Solvinto         | waga lekka     |                  | Samuel Mosberg P    | Nie awansował        | Nie awansował     | Nie awansował           | Nie awansował           |
| Jacques Grégoire        | waga lekka     |                  | Richard Beland P    | Nie awansował        | Nie awansował     | Nie awansował           | Nie awansował           |
| Louis Piochelle         | waga półciężka |                  | wolny los           | Harold Franks P      | Nie awansował     | Nie awansował           | Nie awansował           |
| René Darbou             | waga półciężka |                  | Sverre Sørsdal P    | Nie awansował        | Nie awansował     | Nie awansował           | Nie awansował           |
| Xavier Eluère           | waga ciężka    |                  | Mariano Barbaresi W | Sigurd Hoel W        | Ronald Rawson P   | William Spengler W      | brąz                    |

### Gimnastyka
| Zawodnik | Konkurencja            | Finał   | Finał   |
| Zawodnik | Konkurencja            | Wynik   | Miejsce |
| --- | ---------------------- | ------- | ------- |
| Marco Torrès | wielobój indywidualnie | 87,62   | srebro  |
| Jean Gounot | wielobój indywidualnie | 87,45   | brąz    |
| Georges Thurnherr | wielobój indywidualnie | 86,00   | 5.      |
| Laurent Grech | wielobój indywidualnie | 85,65   | 6.      |
| Louis-Charles Marty | wielobój indywidualnie | 81,15   | 13.     |
| François Walker | wielobój indywidualnie | 80,55   | 15.     |
| Georges Berger, Émile Boitelle, Émile Bouchès, René Boulanger, Alfred Buyenne, Eugène Cordonnier, Léon Delsarte, Lucien Démanet, Paul Durin, Victor Duvant, Fernand Fauconnier, Arthur Hermann, Albert Hersoy, Alphonse Higelin, Auguste Hoël, Georges Lagouge, Paulin Lemaire, Ernest Lespinasse, Jules Pirard, Eugène Pollet, Louis Quempe, Georges Thurnherr, Marco Torrès, François Walker, Julien Wartelle, Paul Wartelle | wielobój drużynowo     | 340,100 | brąz    |

### Hokej na trawie
- Paul Haranger, Robert Lelong, Pierre Estrabant, Georges Breuille, Jacques Morise, Édmond Loriol, Désiré Guard, Roland Bedel, André Bounal, Gaston Rogot, Pierre Rollin – 4. miejsce

### Hokej na lodzie
- Jean Chaland, Pierre Charpentier, Henri Couttet, Georges Dary, Jacques Gaittet, Léon Quaglia, Alfred de Rauch – 5. miejsce

### Jeździectwo
| Konkurencja              | Zawodnik              | Koń          | Finał   | Finał |
| Konkurencja              | Zawodnik              | Koń          | Wynik   | Poz.  |
| ------------------------ | --------------------- | ------------ | ------- | ----- |
| Ujeżdżenie indywidualnie | Hédoin de Maille      | Chéri Biribi | 23,9375 | 5.    |
| Ujeżdżenie indywidualnie | Michel Artola         | Plumard      | 23,4375 | 6.    |
| Ujeżdżenie indywidualnie | Jean Esnault-Pelterie | Saint James  | 21,8125 | 9.    |
| Ujeżdżenie indywidualnie | Antoine Boudet        | Ambleville   | 21,8125 | 9.    |
| Ujeżdżenie indywidualnie | Henri Mehu            | Callipyge    | 20,1250 | 12.   |
| Ujeżdżenie indywidualnie | Marcel Blanchard      | Lenotre      | 20,0000 | 13.   |

| Konkurencja              | Zawodnik            | Finał   | Finał  |
| Konkurencja              | Zawodnik            | Wynik   | Poz.   |
| ------------------------ | ------------------- | ------- | ------ |
| woltyżerka indywidualnie | Field               | 29,500  | srebro |
| woltyżerka indywidualnie | Salins              | 26,333  | 7.     |
| woltyżerka indywidualnie | Cauchy              | 25,250  | 9.     |
| woltyżerka indywidualnie | Cabanac             | 24,333  | 10.    |
| woltyżerka indywidualnie | Alfred Badu         | 23,00   | 11.    |
| woltyżerka indywidualnie | Formal I            | 22,833  | 12.    |
| woltyżerka indywidualnie | Formal II           | 20,500  | 13.    |
| woltyżerka drużynowo     | Field Salins Cauchy | 81,0583 | srebro |

| Konkurencja         | Zawodnik                                                               | Koń                         | Finał        | Finał   |
| Konkurencja         | Zawodnik                                                               | Koń                         | Punkty karne | Miejsce |
| ------------------- | ---------------------------------------------------------------------- | --------------------------- | ------------ | ------- |
| Skoki indywidualnie | Edmond L'Hotte                                                         | Kabyle                      | 8,00         | 10.     |
| Skoki indywidualnie | Jacques Alquir-Bouffard                                                | Dahlia                      | 13,25        | 20.     |
| Skoki indywidualnie | Franck Tisnés                                                          | Ugolin                      | 17,00        | 22.     |
| Skoki drużynowo     | Auguste de Laissardière Henri Horment Théophile Carbon Pierre Le Moyne | Othello Dignité Incas Flirt | 34,75        | 4.      |

| Konkurencja        | Zawodnik                                                                | Koń           | 50 km               | 20 km               | Skoki                    | Razem                     | Pozycja                   |
| ------------------ | ----------------------------------------------------------------------- | ------------- | ------------------- | ------------------- | ------------------------ | ------------------------- | ------------------------- |
| WKKW indywidualnie | Edouard Saint-Poulof                                                    | Josette       | 862,50              | 525,00              | 0,00                     | 1387,50                   | 13.                       |
| WKKW indywidualnie | Camille de Sartiges                                                     | Jehova        | 855,00              | 495,00              | 2,50                     | 1352,50                   | 15.                       |
| WKKW indywidualnie | Jules de Vregille                                                       | Grand Manitou | 600,00              | Nie ukończył        | Nie ukończył konkurencji | Nie ukończył konkurencji  | Nie ukończył konkurencji  |
| WKKW indywidualnie | André Vidart                                                            | Maxime        | 600,00              | Nie ukończył        | Nie ukończył konkurencji | Nie ukończył konkurencji  | Nie ukończył konkurencji  |
| WKKW drużynowo     | Edouard Saint-Poulof Camille de Sartiges Jules de Vregille André Vidart | jak wyżej     | punktacja jak wyżej | punktacja jak wyżej | punktacja jak wyżej      | nie ukończyli konkurencji | nie ukończyli konkurencji |

### Kolarstwo

#### Kolarstwo szosowe
| Zawodnik                                                              | Konkurencja                    | Czas       | Pozycja |
| --------------------------------------------------------------------- | ------------------------------ | ---------- | ------- |
| Fernand Canteloube                                                    | jazda indywidualna na czas (m) | 4:42:54,4  | brąz    |
| Georges Detreille                                                     | jazda indywidualna na czas (m) | 4:46:13,4  | 6.      |
| Achille Souchard                                                      | jazda indywidualna na czas (m) | 4:51:56,0  | 10.     |
| Marcel Gobillot                                                       | jazda indywidualna na czas (m) | 4:55:39,6  | 14.     |
| Fernand Canteloube Georges Detreille Marcel Gobillot Achille Souchard | jazda drużynowa na czas (m)    | 19:16:43,4 | złoto   |

#### Kolarstwo torowe
| Konkurencja                     | Zawodnik                                                    | Eliminacje                             | Eliminacje | Eliminacje | Ćwierćfinał                                              | Ćwierćfinał | Ćwierćfinał | Repasaże – półfinały                               | Repasaże – półfinały | Repasaże – półfinały | Repasaże – Finał                                | Repasaże – Finał | Repasaże – Finał | Półfinały                    | Półfinały      | Półfinały      | Finał          | Finał                | Finał                | Pozycja              |
| Konkurencja                     | Zawodnik                                                    | Przeciwnik                             | Czas       | Miejsce    | Przeciwnik                                               | Czas        | Miejsce     | Przeciwnik                                         | Czas                 | Miejsce              | Przeciwnik                                      | Czas             | Miejsce          | Przeciwnik                   | Czas           | Miejsce        | Przeciwnik     | Czas                 | Miejsce              | Pozycja              |
| ------------------------------- | ----------------------------------------------------------- | -------------------------------------- | ---------- | ---------- | -------------------------------------------------------- | ----------- | ----------- | -------------------------------------------------- | -------------------- | -------------------- | ----------------------------------------------- | ---------------- | ---------------- | ---------------------------- | -------------- | -------------- | -------------- | -------------------- | -------------------- | -------------------- |
| sprint                          | Henri Bellivier                                             | Christopher Dotterweich William Taylor | 13,2       | 1.         | Fred Taylor Norman Webster                               | b.d         | 2.          | L'Empereur Norman Webster Anthony Young            | b.d                  | 1.                   | Pierre Lanousse Harold Bounsell Georges Perrin  | b.d              | 4.               | Nie awansował                | Nie awansował  | Nie awansował  | Nie awansował  | Nie awansował        | Nie awansował        | Nie awansował        |
| sprint                          | Georges Paillard                                            | James Walker Giuseppe Cavallotti       | b.d        | 2.         | Albert White Henry Andersen                              | b.d         | 3.          | Pierre Lanusse Henry Andersen Piet Ikelaar         | b.d                  | 3.                   | Nie awansował                                   | Nie awansował    | Nie awansował    | Nie awansował                | Nie awansował  | Nie awansował  | Nie awansował  | Nie awansował        | Nie awansował        | Nie awansował        |
| sprint                          | Pierre Lanusse                                              | Albert White Axel Hansen               | 13,0       | 1.         | Thomas Johnson Piet Ikelaar                              | b.d         | 2.          | Georges Paillard Piet Ikelaar Henry Andersen       | 13,0                 | 1.                   | Georges Perrin Harold Bounsell Henri Bellivier  | 13,0             | 1.               | Maurice Peeters James Walker | 15,2           | 2,             | Nie awansował  | Nie awansował        | Nie awansował        | Nie awansował        |
| sprint                          | Georges Perrin                                              | Fred Taylor Armido Rizzetto            | b.d        | 2.         | James Walker Léonard Daghelinckx                         | b.d         | 2.          | Léonard Daghelinckx Ernest Binard Franco Giorgetti | 12,8                 | 1.                   | Pierre Lanousse Harold Bounsell Henri Bellivier | b.d              | 3.               | Nie awansował                | Nie awansował  | Nie awansował  | Nie awansował  | Nie awansował        | Nie awansował        | Nie awansował        |
| tandemy                         | Henri Bellivier Georges Perrin                              |                                        |            |            | Harry Ryan, Thomas Lance Sammy Goosen, George Thursfield | b.d         | 3.          |                                                    |                      |                      |                                                 |                  |                  | Nie awansowali               | Nie awansowali | Nie awansowali | Nie awansowali | Nie awansowali       | Nie awansowali       | Nie awansowali       |
| 50 km                           | Gaston Alancourt                                            |                                        |            |            |                                                          |             |             |                                                    |                      |                      |                                                 |                  |                  |                              |                |                |                | b.d                  | 8.                   | 8.                   |
| 50 km                           | Jean Couder                                                 |                                        |            |            |                                                          |             |             |                                                    |                      |                      |                                                 |                  |                  |                              |                |                |                | Nie ukończył wyścigu | Nie ukończył wyścigu | Nie ukończył wyścigu |
| 50 km                           | Roger Enguerrand                                            |                                        |            |            |                                                          |             |             |                                                    |                      |                      |                                                 |                  |                  |                              |                |                |                | Nie ukończył wyścigu | Nie ukończył wyścigu | Nie ukończył wyścigu |
| wyścig na dochodzenie drużynowy | Georges Enguerrand Henri Habent Jean Couder Lucien Faucheux |                                        |            |            | Włochy                                                   | b.d         | 2.          |                                                    |                      |                      |                                                 |                  |                  | Nie awansowali               | Nie awansowali | Nie awansowali | Nie awansowali | Nie awansowali       | Nie awansowali       | Nie awansowali       |

### Lekkoatletyka
Konkurencje biegowe
| Konkurencja                 | Zawodnik                                            | Eliminacje | Eliminacje | Ćwierćfinał        | Ćwierćfinał        | Półfinał        | Półfinał        | Finał              | Finał              |
| Konkurencja                 | Zawodnik                                            | Wynik      | Miejsce    | Wynik              | Miejsce            | Wynik           | Miejsce         | Wynik              | Miejsce            |
| --------------------------- | --------------------------------------------------- | ---------- | ---------- | ------------------ | ------------------ | --------------- | --------------- | ------------------ | ------------------ |
| 100 m                       | René Mourlon                                        | 11,2       | 1.         | 11,0               | 3.                 | Nie awansował   | Nie awansował   | Nie awansował      | Nie awansował      |
| 100 m                       | René Lorain                                         | b.d        | 3.         | Nie awansował      | Nie awansował      | Nie awansował   | Nie awansował   | Nie awansował      | Nie awansował      |
| 100 m                       | René Tirard                                         | 11,7       | 2.         | 11,2               | 4.                 | Nie awansował   | Nie awansował   | Nie awansował      | Nie awansował      |
| 100 m                       | Émile Ali-Khan                                      | 11,0       | 1.         | 10,9               | 2.                 | 10,8            | 2.              | 11,1               | 5.                 |
| 200 m                       | René Tirard                                         | 23,2       | 1.         | b.d                | 3.                 | Nie awansował   | Nie awansował   | Nie awansował      | Nie awansował      |
| 200 m                       | René Caste                                          | 23,0       | 1.         | 22,2               | 3.                 | Nie awansował   | Nie awansował   | Nie awansował      | Nie awansował      |
| 200 m                       | René Lorain                                         | 25,0       | 1.         | 23,0               | 3.                 | Nie awansował   | Nie awansował   | Nie awansował      | Nie awansował      |
| 200 m                       | Jean-René Seurin                                    | 23,6       | 3.         | Nie awansował      | Nie awansował      | Nie awansował   | Nie awansował   | Nie awansował      | Nie awansował      |
| 400 m                       | Gaston Féry                                         | 51,1       | 1.         | 50,6               | 1.                 | b.d             | 6.              | Nie awansował      | Nie awansował      |
| 400 m                       | Géo André                                           | 52,3       | 2.         | 51,3               | 3.                 | 50,5            | 5.              | Nie awansował      | Nie awansował      |
| 400 m                       | Maurice Delvart                                     | 50,9       | 3.         | Nie awansował      | Nie awansował      | Nie awansował   | Nie awansował   | Nie awansował      | Nie awansował      |
| 400 m                       | Eugène Bayon                                        | 52,4       | 3.         | Nie awansował      | Nie awansował      | Nie awansował   | Nie awansował   | Nie awansował      | Nie awansował      |
| 800 m                       | Fernand Bauduin                                     | 2:02,5     | 3.         |                    |                    | 1:58,0          | 5.              | Nie awansował      | Nie awansował      |
| 800 m                       | Jean Esparbès                                       | 1:57,7     | 4.         |                    |                    | 1:57,3          | 3.              | 1:58,0             | 8.                 |
| 800 m                       | Robert Goullieux                                    | 1:58,8     | 1.         |                    |                    | 1:59,6          | 5.              | Nie awansował      | Nie awansował      |
| 800 m                       | Kléber Argouac'h                                    | 2:02,5     | 4.         |                    |                    | b.d             | 6.              | Nie awansował      | Nie awansował      |
| 1500 m                      | André Audinet                                       |            |            |                    |                    | 4:03,7          | 3.              | 4:06,4             | 6.                 |
| 1500 m                      | Armand Burtin                                       |            |            |                    |                    | 4:07,7          | 4.              | Nie awansował      | Nie awansował      |
| 1500 m                      | Maurice de Conninck                                 |            |            |                    |                    | 4:09,8          | 4.              | Nie awansował      | Nie awansował      |
| 1500 m                      | René Leray                                          |            |            |                    |                    | 4:15,0          | 5.              | 4:16,5             | 10.                |
| 5000 m                      | Jean-Baptiste Manhès                                |            |            |                    |                    | 16:07,8         | 7.              | Nie awansował      | Nie awansował      |
| 5000 m                      | Lucien Duquesne                                     |            |            |                    |                    | 16:08,2         | 5.              | Nie awansował      | Nie awansował      |
| 5000 m                      | Joseph Guillemot                                    |            |            |                    |                    | 15:33,0         | 1.              | 14:55,6            | złoto              |
| 10 000 m                    | Jean-Baptiste Manhès                                |            |            |                    |                    | 34:12,0         | 4.              | 32:26,0            | 6.                 |
| 10 000 m                    | Lucien Duquesne                                     |            |            |                    |                    | 35:06,6         | 7.              | Nie awansował      | Nie awansował      |
| 10 000 m                    | Joseph Guillemot                                    |            |            |                    |                    | 32:41,6         | 1.              | 31:47,2            | srebro             |
| 10 000 m                    | Gaston Heuet                                        |            |            |                    |                    | 32:11,1         | 3.              | 32:26,0            | 6.                 |
| 3000 m z przeszkodami       | Edmond Brossard                                     |            |            |                    |                    | b.d             | 4.              | Nie awansował      | Nie awansował      |
| 3000 m z przeszkodami       | Robert Geyer                                        |            |            |                    |                    | 11:11,9         | 4.              | Nie awansował      | Nie awansował      |
| 3000 m z przeszkodami       | Frédéric Langrenay                                  |            |            |                    |                    | 10:39,8         | 5.              | Nie awansował      | Nie awansował      |
| 3000 m z przeszkodami       | Georges Guillon                                     |            |            |                    |                    | 10:44,3         | 6.              | Nie awansował      | Nie awansował      |
| 110 m przez płotki          | Henri Bernard                                       |            |            | b.d                | 3.                 | Nie awansował   | Nie awansował   | Nie awansował      | Nie awansował      |
| 400 m przez płotki          | Marcel Jarrety                                      |            |            | Nie ukończył biegu | Nie ukończył biegu | Nie awansował   | Nie awansował   | Nie awansował      | Nie awansował      |
| 400 m przez płotki          | Albert Lucas                                        |            |            | b.d                | 4.                 | Nie awansował   | Nie awansował   | Nie awansował      | Nie awansował      |
| 400 m przez płotki          | Géo André                                           |            |            | 55,9               | 2.                 | 55,5            | 2.              | 54,8               | 4.                 |
| sztafeta 4 × 100 m mężczyzn | René Lorain René Tirard René Mourlon Émile Ali-Khan |            |            |                    |                    | 43,0            | 1.              | 42,5               | srebro             |
| sztafeta 4 × 400 m mężczyzn | Géo André Gaston Féry Maurice Delvart André Devaux  |            |            |                    |                    | 3:46,6          | 3.              | 3:23,5             | brąz               |
| bieg 3000 m drużynowo       | Edmond Brossard Armand Burtin Gaston Heuet          |            |            |                    |                    | 7 pkt           | 1.              | 30 pkt             | 4.                 |
| maraton                     | Albert Moché                                        |            |            |                    |                    |                 |                 | 2:50:00,2          | 18.                |
| maraton                     | Henri Teyssedou                                     |            |            |                    |                    |                 |                 | 3:00:04,0          | 25.                |
| maraton                     | Louis Ichard                                        |            |            |                    |                    |                 |                 | Nie ukończył biegu | Nie ukończył biegu |
| maraton                     | Amédée Trichard                                     |            |            |                    |                    |                 |                 | Nie ukończył biegu | Nie ukończył biegu |
| chód na 10 km               | Martial Simon                                       |            |            |                    |                    | Dyskwalifikacja | Dyskwalifikacja | Nie awansował      | Nie awansował      |
| bieg przełajowy             | Gaston Heuet                                        |            |            |                    |                    |                 |                 | 28:10,0            | 8.                 |
| bieg przełajowy             | Gustave Lauvaux                                     |            |            |                    |                    |                 |                 | b.d                | 17.                |
| bieg przełajowy             | Joseph Servella                                     |            |            |                    |                    |                 |                 | b.d                | 21.                |
| bieg przełajowy             | Edmond Brossard                                     |            |            |                    |                    |                 |                 | b.d                | 31.                |
| bieg przełajowy             | Edmond Bimont                                       |            |            |                    |                    |                 |                 | b.d                | 32.                |
| bieg przełajowy             | Joseph Guillemot                                    |            |            |                    |                    |                 |                 | Nie ukończył biegu | Nie ukończył biegu |
| bieg przełajowy drużynowo   | Gaston Heuet Gustave Lauvaux Joseph Servella        |            |            |                    |                    |                 |                 | 40 pkt             | 5.                 |

Konkurencje techniczne
| Konkurencja    | Zawodnik            | Eliminacje | Eliminacje | Finał         | Finał         |
| Konkurencja    | Zawodnik            | Wynik      | Miejsce    | Wynik         | Miejsce       |
| -------------- | ------------------- | ---------- | ---------- | ------------- | ------------- |
| skok w dal     | Eugène Coulon       | 6,50       | 11.        | Nie awansował | Nie awansował |
| skok w dal     | Marcel Orfidan      | 6,39       | 14.        | Nie awansował | Nie awansował |
| skok w dal     | Charles Courtin     | 6,23       | 17.        | nie awansował | nie awansował |
| skok w dal     | Charles Guézille    | 5,485      | 27.        | Nie awansował | Nie awansował |
| trójskok       | Etienne Proux       | 12,925     | 16.        | Nie awansował | Nie awansował |
| trójskok       | André Chilo         | 12,54      | 17.        | Nie awansował | Nie awansował |
| trójskok       | Gustave Remouet     | 12,475     | 19.        | Nie awansował | Nie awansował |
| skok wzwyż     | Pierre Lewden       | 1,80       | 1.         | 1,80          | 7.            |
| skok wzwyż     | René Labat          | 1,80       | 1.         | 1,75          | 9.            |
| skok wzwyż     | Pierre Guilloux     | 1,75       | 13.        | Nie awansował | Nie awansował |
| skok o tyczce  | André Francquenelle | 3,60       | 1.         | 3,40          | 10.           |
| skok o tyczce  | Paul Lagarde        | 3,60       | 1.         | 3,40          | 11.           |
| skok o tyczce  | Étienne Gajan       | 3,50       | 14.        | Nie awansował | Nie awansował |
| pchnięcie kulą | Raoul Paoli         | 12,485     | 12.        | Nie awansował | Nie awansował |
| pchnięcie kulą | Henri Dozolme       | 11,965     | 15.        | Nie awansował | Nie awansował |
| rzut dyskiem   | André Tison         | 37,35      | 11.        | Nie awansował | Nie awansował |
| rzut dyskiem   | Émile Ecuyer        | 36,10      | 14.        | Nie awansował | Nie awansował |
| rzut dyskiem   | Daniel Pierre       | 35,53      | 15.        | Nie awansował | Nie awansował |
| rzut oszczepem | Pierre Grany        | 47,90      | 14.        | Nie awansował | Nie awansował |
| rzut oszczepem | Arthur Picard       | 47,09      | 15.        | Nie awansował | Nie awansował |

### Łucznictwo
| Konkurencja                    | Zawodnik                                                                                                   | Wynik | Miejsce |
| ------------------------------ | --- | ----- | ------- |
| cel ruchomy 50 m indywidualnie | Julien Brulé                                                                                               | 134   | złoto   |
| cel ruchomy 50 m drużynowo     | Julien Brulé Pascal Fauvel Léonce Quentin Eugène Grisot Eugène Richez Paul Leroy Arthur Mabillon Léon Epin | 2493  | srebro  |
| cel ruchomy 33 m indywidualnie | Julien Brulé                                                                                               | 94    | srebro  |
| cel ruchomy 33 m drużynowo     | Léonce Quentin Julien Brulé Pascal Fauvel Eugène Grisot Eugène Richez Paul Leroy Arthur Mabillon Léon Epin | 2586  | srebro  |
| cel ruchomy 28 m indywidualnie | Léonce Quentin                                                                                             | 104   | srebro  |
| cel ruchomy 28 m drużynowo     | Léonce Quentin Julien Brulé Pascal Fauvel Eugène Grisot Eugène Richez Paul Leroy Arthur Mabillon Léon Epin | 2328  | brąz    |

### Łyżwiarstwo figurowe
- Simone Sabouret, Charles Sabouret – pary – 7. miejsce

### Pięciobój nowoczesny
- Georges Brulé – 9. miejsce
- René Foucher – 16. miejsce
- Henri Candelon – 18. miejsce
- Jean Mondielli – 19. miejsce

### Piłka nożna
- Albert Parsis, Léon Huot, Édouard Baumann, Jean Batmale, René Petit, François Hugues, Jules Devaquez, Jean Boyer, Paul Nicolas, Henri Bard, Raymond Dubly – 7. miejsce

### Piłka wodna
- Jean Thorailler, Émile-Georges Drigny, Albert Mayaud, Henri Padou, Henri Duvanel, Marcel Hussaud, Paul Vasseur – 9. miejsce

### Pływanie
Mężczyźni
- Henri Padou – 100 metrów stylem dowolnym – odpadł w eliminacjach
- Georges Pouilley – 100 metrów stylem dowolnym – odpadł w eliminacjach
- Rémi Weil – 100 metrów stylem dowolnym – odpadł w eliminacjach
- Paul Vasseur – 400 metrów stylem dowolnym – odpadł w eliminacjach
- Pierre Lavraie – 1500 metrów stylem dowolnym – odpadł w eliminacjach
- Albert Mayaud, Paul Vasseur, Georges Pouilley, Henri Padou – 4 × 200 metrów stylem dowolnym – odpadli w eliminacjach
- Henri Matter – 100 metrów stylem grzbietowym – odpadł w eliminacjach
- Daniel Lehu – 100 metrów stylem grzbietowym – odpadł w eliminacjach
- Émile Arbogast

200 metrów stylem klasycznym – odpadł w eliminacjach
400 metrów stylem klasycznym – odpadł w eliminacjach
- Lucien Lebaillif

200 metrów stylem klasycznym – odpadł w eliminacjach
400 metrów stylem klasycznym – odpadł w eliminacjach
Kobiety
- Yvonne Degraine – 100 metrów stylem klasycznym – odpadła w eliminacjach
- Ernestine Lebrun

100 metrów stylem klasycznym – odpadła w eliminacjach
300 metrów stylem klasycznym – odpadła w eliminacjach
- Suzanne Wurtz

100 metrów stylem klasycznym – odpadła w eliminacjach
300 metrów stylem klasycznym – odpadła w eliminacjach

### Rugby
- Édouard Bader, François Borde, Adolphe Bousquet, Jean Bruneval, Alphonse Castex, André Chilo, René Crabos, Curtet, Alfred Eluère, Jacques Forestier, Grenet, Maurice Labeyrie, Robert Levasseur, Pierre Petiteau, Raoul Thiercelin – 2. miejsce

### Skoki do wody
- Rémi Weil – trampolina – odpadł w eliminacjach

### Strzelectwo
| Konkurencja                                  | Zawodnik                                                                                        | Finał | Finał   |
| Konkurencja                                  | Zawodnik                                                                                        | Wynik | Pozycja |
| -------------------------------------------- | ----------------------------------------------------------------------------------------------- | ----- | ------- |
| pistolet szybkostrzelny drużynowo            | Joseph Pecchia Jules Maujean Léon Johnson Émile Boitout André Regaud                            | 1239  | 5.      |
| pistolet dowolny drużynowo                   | Joseph Pecchia Jules Maujean Léon Johnson Émile Boitout André Regaud                            | 2225  | 6.      |
| karabin małokalibrowy stojąc 50 m            | Léon Johnson                                                                                    | b.d   | 20.     |
| karabin małokalibrowy stojąc 50 m            | Achille Paroche                                                                                 | b.d   | 20.     |
| karabin małokalibrowy stojąc 50 m            | Émile Rumeau                                                                                    | b.d   | 20.     |
| karabin małokalibrowy stojąc 50 m            | André Parmentier                                                                                | b.d   | 20.     |
| karabin małokalibrowy stojąc 50 m            | Georges Roes                                                                                    | b.d   | 20.     |
| karabin małokalibrowy 50 m stojąc drużynowo  | Léon Johnson Achille Paroche Émile Rumeau André Parmentier Georges Roes                         | 1847  | 5.      |
| karabin dowolny 3 pozycje                    | Achille Parosui                                                                                 | 929   | b.d.    |
| karabin dowolny 3 pozycje                    | Georges Roes                                                                                    | 909   | b.d.    |
| karabin dowolny 3 pozycje                    | André Parmentier                                                                                | 905   | b.d     |
| karabin dowolny 3 pozycje                    | Paul Colas                                                                                      | 893   | b.d     |
| karabin dowolny 3 pozycje                    | Albert Regnier                                                                                  | 850   | b.d     |
| karabin dowolny 3 pozycje drużynowo          | Achille Paroche Georges Roes André Parmentier Paul Colas Albert Regnier                         | 4487  | 7.      |
| karabin wojskowy 300 m leżąc                 | Léon Johnson                                                                                    | 59    | srebro  |
| karabin wojskowy 300 m leżąc                 | Achille Paroche                                                                                 | 59    | 5.      |
| karabin wojskowy leżąc 300 m drużynowo       | Léon Johnson Achille Paroche Émile Rumeau André Parmentier Georges Roes                         | 283   | srebro  |
| karabin wojskowy stojąc 300 m                | Achille Paroche                                                                                 | b.d   | b.d     |
| karabin wojskowy stojąc 300 m                | Léon Johnson                                                                                    | b.d   | b.d     |
| karabin wojskowy stojąc 300 m drużynowo      | Léon Johnson Achille Paroche Émile Rumeau André Parmentier Georges Roes                         | 249   | 5.      |
| karabin wojskowy leżąc 600 m drużynowo       | Léon Johnson Achille Paroche Émile Rumeau André Parmentier Georges Roes                         | 280   | 5.      |
| karabin wojskowy leżąc 300 i 600 m drużynowo | Léon Johnson Achille Paroche Émile Rumeau André Parmentier Georges Roes                         | 563   | 4.      |
| trap drużynowo                               | André Fleury Marcel Lafitte Henri de Castex Augustin Berjat René Texier Jan de Lareinty-Tholoza | 210   | 7.      |

### Szermierka
| Konkurencja          | Zawodnik | 1 runda | 1 runda | Ćwierćfinał | Ćwierćfinał              | Półfinały | Półfinały     | Finał | Finał         | Pozycja       |
| Konkurencja          | Zawodnik | Przeciwnik | Wynik   | Przeciwnik | Wynik                    | Przeciwnik | Wynik         | Przeciwnik | Wynik         | Pozycja       |
| -------------------- | --- | --- | ------- | --- | ------------------------ | --- | ------------- | --- | ------------- | ------------- |
| szpada indywidualnie | Roger Ducret | Félix Goblet d’Alviella João Sassetti Jan Černohorský Gustaf Lindblom S. Antonidas John Blake Willem van Blijenburgh Ivan Osiier Paolo Thaon     |         | João Sassetti António Mascarenhas Gustave Buchard Ernest Gevers Maurice Dewee Giovanni Canova William Russell Evangelos Skotidas Aage Berntsen S. Antonidas Jan Van der Wiel      |                          | Nie awansował | Nie awansował | Nie awansował | Nie awansował | Nie awansował |
| szpada indywidualnie | Georges Trombert | Fernando Correia Victor Boin Ejnar Levison Wouter Brouwer Abelardo Olivier John Dimond Hans Törnblom                                             |         | Otakar Švorčík Gustaf Lindblom Jorge de Paiva Adrianus de Jong Louis Moreau Charles Delporte Tullio Bozza Joseph De Craecker Poul Rasmussen Roland Willoughby                     |                          | Ernest Gevers Gustave Buchard Félix Goblet d’Alviella Louis Moreau Abelardo Olivier Jorge de Paiva Henry Breckinridge Nils Hellsten Adrianus de Jong Maurice Dewee João Sassetti            |               | Nie awansował | Nie awansował | Nie awansował |
| szpada indywidualnie | Frédéric Dubourdieu | Josef Javůrek Poul Rasmussen Edouard Fitting Ernest Gevers Carl Gripenstedt Frederico Paredes Louis Delaunoij Raymond Dutcher Robert Montgomerie |         | Abelardo Olivier Fernando Correia Josef Jungmann Armand Massard Henry Breckinridge Félix Goblet d’Alviella Ahmed Hassanein Rui Mayer Henri Wijnoldy-Daniëls Carl Gripenstedt      |                          | William Russell António Mascarenhas Gustaf Lindblom Georges Casanova Charles Delporte Armand Massard Alexandre Lippmann Fernand de Montigny Dino Urbani Fernando Correia Ejnar Levison      |               | Nie awansował | Nie awansował | Nie awansował |
| szpada indywidualnie | Alexandre Lippmann | Nils Hellsten Rui Mayer Joseph De Craecker Otakar Švorčík Eugène Empeyta Martin Holt Georg Hegner Vasilios Zarkadis                              | P W     | Nils Hellsten Georges Casanova Ejnar Levison Fernand de Montigny Dino Urbani Henrique da Silveira Victor Boin Wouter Brouwer Edouard Fitting Robin Dalglish                       |                          | William Russell António Mascarenhas Gustaf Lindblom Georges Casanova Charles Delporte Armand Massard Frédéric Dubourdieu Fernand de Montigny Dino Urbani Fernando Correia Ejnar Levison     |               | Armand Massard Armand Massard Ernest Gevers Georges Casanova António Mascarenhas Armand Massard Abelardo Olivier Gustaf Lindblom Charles Delporte Félix Goblet d’Alviella Jorge de Paiva      |               | srebro        |
| szpada indywidualnie | Gustave Buchard | Tullio Bozza Henri Wijnoldy-Daniëls Aage Berntsen William Russell Knut Enell Léon Tom George Burt                                                |         | João Sassetti António Mascarenhas Roger Ducret Ernest Gevers Maurice Dewee Giovanni Canova William Russell Evangelos Skotidas Aage Berntsen S. Antonidas Jan Van der Wiel         |                          | Ernest Gevers Georges Trombert Félix Goblet d’Alviella Louis Moreau Abelardo Olivier Jorge de Paiva Henry Breckinridge Nils Hellsten Adrianus de Jong Maurice Dewee João Sassetti           |               | Alexandre Lippmann Armand Massard Ernest Gevers Georges Casanova António Mascarenhas Armand Massard Abelardo Olivier Gustaf Lindblom Charles Delporte Félix Goblet d’Alviella Jorge de Paiva  |               | brąz          |
| szpada indywidualnie | Louis Moreau | Henry Breckinridge Charles Delporte Josef Jungmann Jorge de Paiva Aldo Boni Salomon Zeldenrust Charles Notley Einar Råberg                       |         | Otakar Švorčík Gustaf Lindblom Jorge de Paiva Adrianus de Jong Georges Trombert Charles Delporte Tullio Bozza Joseph De Craecker Poul Rasmussen Roland Willoughby                 |                          | Ernest Gevers Georges Trombert Félix Goblet d’Alviella Gustave Buchard Abelardo Olivier Jorge de Paiva Henry Breckinridge Nils Hellsten Adrianus de Jong Maurice Dewee João Sassetti        |               | Alexandre Lippmann Gustave Buchard Ernest Gevers Georges Casanova António Mascarenhas Armand Massard Abelardo Olivier Gustaf Lindblom Charles Delporte Félix Goblet d’Alviella Jorge de Paiva |               | 6.            |
| szpada indywidualnie | Georges Casanova | Fernand de Montigny Vilém Tvrzský Adrianus de Jong Henrique da Silveira Giovanni Canova David Warholm Ronald Campbell Henri Jacquet              |         | Nils Hellsten Alexandre Lippmann Ejnar Levison Fernand de Montigny Dino Urbani Henrique da Silveira Victor Boin Wouter Brouwer Edouard Fitting Robin Dalglish                     |                          | William Russell António Mascarenhas Gustaf Lindblom Armand Massard Charles Delporte Alexandre Lippmann Frédéric Dubourdieu Fernand de Montigny Dino Urbani Fernando Correia Ejnar Levison   |               | Alexandre Lippmann Gustave Buchard Ernest Gevers Armand Massard António Mascarenhas Louis Moreau Abelardo Olivier Gustaf Lindblom Charles Delporte Félix Goblet d’Alviella Jorge de Paiva     |               | 5.            |
| szpada indywidualnie | Armand Massard | Ahmed Hassanein Dino Urbani Robin Dalglish Otto Baerentzen Louis de Tribolet Manuel Queiróz Félix Vigeveno Leonard Schoonmaker                   |         | Abelardo Olivier Fernando Correia Josef Jungmann Frédéric Dubourdieu Henry Breckinridge Félix Goblet d’Alviella Ahmed Hassanein Rui Mayer Henri Wijnoldy-Daniëls Carl Gripenstedt |                          | William Russell António Mascarenhas Gustaf Lindblom Georges Casanova Charles Delporte Alexandre Lippmann Frédéric Dubourdieu Fernand de Montigny Dino Urbani Fernando Correia Ejnar Levison |               | Alexandre Lippmann Gustave Buchard Ernest Gevers Georges Casanova António Mascarenhas Louis Moreau Abelardo Olivier Gustaf Lindblom Charles Delporte Félix Goblet d’Alviella Jorge de Paiva   |               | złoto         |
| szpada drużynowo     | Alexandre Lippmann Gustave Buchard Georges Trombert Georges Casanova Louis Moreau Gaston Amson                                  | |         | |                          | Szwajcaria · Stany Zjednoczone · Wielka Brytania · Czechosłowacja | W             | Włochy · Belgia · Portugalia · Szwajcaria · Stany Zjednoczone |               | brąz          |
| floret indywidualnie | André Labatut | |         | Jean Verbrugghe Ejnar Levison Henry Breckinridge Wouter Brouwer Rodolfo Terlizzi Cecil Kershaw                                                                                    | W                        | Abelardo Olivier Pietro Speciale Félix Vigeveno Knut Enell Jean Verbrugghe | W             | Nedo Nadi Philippe Cattiau Roger Ducret Aldo Nadi Fernand de Montigny Oreste Puliti Ivan Osiier Abelardo Olivier Georges Trombert Marcel Perrot Pietro Speciale                               |               | 4.            |
| floret indywidualnie | Georges Trombert | |         | Nedo Nadi Vilém Tvrzský Salomon Zeldenrust Millard Bloomer Charles Pape H. Evan James Gustaf Lindblom Kay Schrøder                                                                |                          | Fernand de Montigny Ivan Osiier Tommaso Costantino Charles Crahay Frederico Cesarano |               | Nedo Nadi Philippe Cattiau Roger Ducret Aldo Nadi Fernand de Montigny Oreste Puliti Ivan Osiier Abelardo Olivier André Labatut Marcel Perrot Pietro Speciale                                  |               | 10.           |
| floret indywidualnie | Lionel Bony de Castellane | |         | Aldo Nadi Ivan Osiier Emile Dufrane Roland Willoughby Josef Jungmann Nils Hellsten                                                                                                |                          | Nedo Nadi Oreste Puliti Roger Ducret Robert de Schepper Francis Honeycutt | P W           | Nie awansował | Nie awansował | Nie awansował |
| floret indywidualnie | Marcel Perrot | |         | Abelardo Olivier Marcel Cuypers Josef Javůrek Georg Hegner Adrianus de Jong Joseph Parker Robert Montgomerie Hans Törnblom                                                        |                          | Philippe Cattiau Aldo Nadi Vilém Tvrzský Marcel Cuypers Ejnar Levison |               | Nedo Nadi Philippe Cattiau Roger Ducret Aldo Nadi Fernand de Montigny Oreste Puliti Ivan Osiier Abelardo Olivier André Labatut Georges Trombert Pietro Speciale                               |               | 11.           |
| floret indywidualnie | Philippe Cattiau | |         | František Dvořák Pietro Speciale Knut Enell Marcel Berré Philip Doyne Jan Van der Wiel                                                                                            | W                        | Vilém Tvrzský Aldo Nadi Marcel Perrot Marcel Cuypers Ejnar Levison |               | Nedo Nadi Marcel Perrot Roger Ducret Aldo Nadi Fernand de Montigny Oreste Puliti Ivan Osiier Abelardo Olivier André Labatut Georges Trombert Pietro Speciale                                  |               | srebro        |
| floret indywidualnie | Roger Ducret | |         | Oreste Puliti Robert de Schepper Thomas Wand-Tetley George Calnan Aage Berntsen                                                                                                   | W                        | Nedo Nadi Oreste Puliti Lionel Bony de Castellane Robert de Schepper Francis Honeycutt | P W           | Nedo Nadi Marcel Perrot Philippe Cattiau Aldo Nadi Fernand de Montigny Oreste Puliti Ivan Osiier Abelardo Olivier André Labatut Georges Trombert Pietro Speciale                              |               | brąz          |
| floret drużynowo     | Lionel Bony de Castellane Gaston Amson Philippe Cattiau Roger Ducret André Labatut Georges Trombert Lucien Gaudin Marcel Perrot | |         | |                          | Stany Zjednoczone · Holandia |               | Włochy · Stany Zjednoczone · Dania · Wielka Brytania | P W           | srebro        |
| szabla indywidualnie | Marc Perrodon | |         | Oreste Puliti Frederico Cesarano Adrianus de Jong Aage Berntsen Edwin Fullinwider Alexis Simonson Edward Startin                                                                  | P W                      | Nie awansował | Nie awansował | Nie awansował | Nie awansował | Nie awansował |
| szabla indywidualnie | Georges Trombert | |         | Nie ukończył konkurencji | Nie ukończył konkurencji | Nie awansował | Nie awansował | Nie awansował | Nie awansował | Nie awansował |
| szabla indywidualnie | Henri de Saint Germain | |         | Nedo Nadi Robert Feyerick Cecil Kershaw Baldo Baldi Josef Javůrek Clariborne Walker                                                                                               |                          | Nie awansował | Nie awansował | Nie awansował | Nie awansował | Nie awansował |
| szabla indywidualnie | Jean Margraff | |         | Léon Tom Francesco Gargano Giulio Rusconi Joseph Parker Evangelos Skotidas Félix Vigeveno Arthur Lyon Zdeněk Vávra Alfred Martin                                                  |                          | Nie awansował | Nie awansował | Nie awansował | Nie awansował | Nie awansował |
| szabla drużynowo     | Georges Trombert Jean Margraff Marc Perrodon Henri de Saint Germain                                                             | |         | |                          | |               | Włochy · Stany Zjednoczone · Holandia · Belgia · Dania · Wielka Brytania · Czechosłowacja | P W           | srebro        |

### Tenis
| Konkurencja | Zawodnik                         | 1 runda                                | 2 runda                                                  | 3 runda                                                     | Ćwierćfinały                                         | Półfinały                                               | Finał/mecz o 3.miejsce                      | Miejsce |
| Konkurencja | Zawodnik                         | Przeciwnik Wynik                       | Przeciwnik Wynik                                         | Przeciwnik Wynik                                            | Przeciwnik Wynik                                     | Przeciwnik Wynik                                        | Przeciwnik Wynik                            | Miejsce |
| ----------- | -------------------------------- | -------------------------------------- | -------------------------------------------------------- | ----------------------------------------------------------- | ---------------------------------------------------- | ------------------------------------------------------- | ------------------------------------------- | ------- |
| Singiel (m) | Jacques Brugnon                  |                                        | Alberto Chiesa W 3:0 (6:4,7:5,6:4)                       | Louis Raymond P 1:3 (6:3,2:6,0:6,1:6)                       | Nie awansował                                        | Nie awansował                                           | Nie awansował                               | 9.      |
| Singiel (m) | Max Décugis                      | Brian Norton W 3:1 (7:5,12:10,2:6,6:8) | George Dodd P 0:3 (2:6,1:6,1:6)                          | Nie awansował                                               | Nie awansował                                        | Nie awansował                                           | Nie awansował                               | 17.     |
| Singiel (m) | Jean Samazeuilh                  |                                        | Charles Winslow P 1:3 (5:7,6:2,6:3,6:2)                  | Nie awansował                                               | Nie awansował                                        | Nie awansował                                           | Nie awansował                               | 17.     |
| Singiel (m) | François Blanchy                 | George Dodd P 1:3 (6:2,2:6,1:6,7:9)    | Nie awansował                                            | Nie awansował                                               | Nie awansował                                        | Nie awansował                                           | Nie awansował                               | 32.     |
| debel (m)   | Max Décugis Pierre Albarran      |                                        |                                                          | Eduardo Flaquer Enrique Satrústegui W 3:1 (6:2,3:6,6:0,6:4) | George Dodd Cecil Blackbeard W 3:1 (3:6,6:4,6:4,7:5) | Oswald Turnbull Max Woosnam P 1:3 (6:4,4:6,3:6,8:10)    | François Blanchy Jacques Brugnon W walkower | brąz    |
| debel (m)   | François Blanchy Jacques Brugnon |                                        |                                                          | Jaroslav Just Bohuslav Hykš W 3:0 (6:1,6:2,6:4)             | Conrad Langaard Jack Nielsen W 3:0 (6:1,6:1,6:3)     | Ichiya Kumagae Seiichirō Kashio P 1:3 (4:6,6:4,3:6,1:6) | Max Décugis Pierre Albarran P walkower      | 4.      |
| debel (m)   | Jean Samazeuilh Daniel Lawton    |                                        | Eugène Grisar Maurice Van Den Bemden W 3:0 (6:4,6:3,6:3) | George Dodd Cecil Blackbeard P 0:3 (3:6,0:6,7:8)            | Nie awansowali                                       | Nie awansowali                                          | Nie awansowali                              | 9.      |
| singiel (k) | Suzanne Lenglen                  |                                        | Marie Storms W 2:0 (6:0,6:0)                             | Winifred McNair W 2:0 (6:0,6:0)                             | Lily Strömberg W 2:0 (6:0,6:0)                       | Sigrid Fick W 2:0 (6:0,6:1)                             | Dorothy Holman W 2:0 (6:3,6:0)              | złoto   |
| singiel (k) | Élisabeth d’Ayen                 |                                        |                                                          | Amory Hansen W 2:0 (6:2,6:3)                                | Kathleen McKane P 0:2 (2:6,3:6)                      | Nie awansowała                                          | Nie awansowała                              | 5.      |
| singiel (k) | Jeanne Vaussard                  |                                        | Kathleen McKane P 0:2 (4:6,4:6)                          | Nie awansowała                                              | Nie awansowała                                       | Nie awansowała                                          | Nie awansowała                              | 15.     |
| debel (k)   | Suzanne Lenglen Élisabeth d’Ayen |                                        |                                                          |                                                             | Sigrid Fick Lily Strömberg P 2:0 (6:4,6:3)           | Winifred McNair Kathleen McKane P 1:2 (6:2,3:6,6:8)     | Nie awansowali                              | brąz    |
| mikst       | Suzanne Lenglen Max Décugis      |                                        |                                                          | Geraldine Beamish Alfred Beamish W 2:0 (6:2,6:0)            | Anne Chaudoir Albert Lammens W 2:1 (3:6,6:1,6:1)     | Amory Hansen Erik Tegner W 2:0 (6:0,6:1)                | Kathleen McKane Max Woosnam W 2:0 (6:4,6:2) | złoto   |
| mikst       | Jeanne Vaussard François Blanchy |                                        |                                                          | Anne Chaudoir Albert Lammens P 1:2 (6:4,5:7,3:6)            | Nie awansowali                                       | Nie awansowali                                          | Nie awansowali                              | 8.      |
| mikst       | Élisabeth d’Ayen Fernand Hirsch  |                                        | Sigrid Fick Fritz Lindqvist W 2:0 (6:4,6:2)              | Kathleen McKane Max Woosnam P 0:2 (4:6,2:6)                 | Nie awansowali                                       | Nie awansowali                                          | Nie awansowali                              | 8.      |

### Wioślarstwo
| Konkurencja          | Zawodnik | Runda 1 | Runda 1 | Ćwierćfinał | Ćwierćfinał | Półfinał | Półfinał | Finał          | Finał          | Pozycja |
| Konkurencja          | Zawodnik | Czas    | M.      | Czas        | M.          | Czas     | M.       | Czas           | M.             | Pozycja |
| -------------------- | --- | ------- | ------- | ----------- | ----------- | -------- | -------- | -------------- | -------------- | ------- |
| Dwójka podwójna      | Alfred Plé Gaston Giran |         |         |             |             | 7:26,0   | 1.       | 7:21,0         | 3.             | brąz    |
| dwójka ze sternikiem | Gabriel Poix Maurice Bouton Ernest Barberolle                                                                                              |         |         |             |             | 9:15,0   | 1.       | 7:57,0         | 2.             | srebro  |
| ósemka               | Albert Diebold Charles Hahn Frédéric Grossmann Robert Fleig Henri Barbenés Frédéric Fleig Charles Schlewer Émile Ruhlmann Émile Barberolle |         |         | 6:37,0      | 1.          | 6:42,6   | 2.       | Nie awansowali | Nie awansowali | 4.      |

### Zapasy
| Konkurencja                   | Zawodnik           | 1/16 finału       | 1/8 finału       | Ćwierćfinał                    | Półfinał           | Finał            | Miejsce       |
| Konkurencja                   | Zawodnik           | Przeciwnik Wynik  | Przeciwnik Wynik | Przeciwnik Wynik               | Przeciwnik Wynik   | Przeciwnik Wynik | Miejsce       |
| ----------------------------- | ------------------ | ----------------- | ---------------- | ------------------------------ | ------------------ | ---------------- | ------------- |
| styl klasyczny waga piórkowa  | Némo Bovis         |                   | Aage Torgensen p | Nie awansował                  | Nie awansował      | Nie awansował    | Nie awansował |
| styl klasyczny waga piórkowa  | Jules Bouquet      |                   | Josef Beránek p  | Nie awansował                  | Nie awansował      | Nie awansował    | Nie awansował |
| styl klasyczny waga lekka     | Louis Rohou        | Ahmad Rahmi W     | Emil Väre p      | Charles Frisenfeldt p          | Nie awansował      | Nie awansował    | Nie awansował |
| styl klasyczny waga lekka     | Théodore Bainçonau | Carl Coerse p     | Nie awansował    | Nie awansował                  | Nie awansował      | Nie awansował    | Nie awansował |
| styl klasyczny waga średnia   | Maurice Corbière   | Carlo Corsanego p | Nie awansował    | Nie awansował                  | Nie awansował      | Nie awansował    | Nie awansował |
| styl klasyczny waga średnia   | Camille Prunier    | Josef Huml p      | Nie awansował    | Nie awansował                  | Nie awansował      | Nie awansował    | Nie awansował |
| styl klasyczny waga półciężka | Marcel Douvinet    | Sven Ohlsson p    | Nie awansował    | Nie awansował                  | Nie awansował      | Nie awansował    | Nie awansował |
| styl klasyczny waga ciężka    | André Gasiglia     | Adolf Lindfors p  | Nie awansował    | Poul Hansen p Edward Willkie P | Nie awansował      | Nie awansował    | Nie awansował |
| styl klasyczny waga ciężka    | Edmond Dame        |                   | Artur Kukk W     | Adolf Lindfors p Poul Hansen P | Alexander Weyand p | nie awansował    | nie awansował |
| styl wolny waga piórkowa      | Georges Barathon   |                   | Wolny los        | Sam Gerson p                   | Nie awansował      | Nie awansował    | Nie awansował |
| styl wolny waga piórkowa      | Nestor Harasse     |                   | Wolny los        | Bernard Bernard p              | Nie awansował      | Nie awansował    | Nie awansował |
| styl wolny waga lekka         | Jules Deligny      |                   | Kalle Anttila p  | Nie awansował                  | Nie awansował      | Nie awansował    | Nie awansował |
| styl wolny waga lekka         | Henri Joudiou      |                   | Wolny los        | Herbert Wright p               | Nie awansował      | Nie awansował    | Nie awansował |
| styl wolny waga średnia       | Charles Backsman   | Väinö Penttala p  | Nie awansował    | Nie awansował                  | Nie awansował      | Nie awansował    | Nie awansował |
| styl wolny waga średnia       | Pierre Angelot     | Wolny los         | Frits Janssens p | nie awansował                  | nie awansował      | nie awansował    | nie awansował |
| styl wolny waga półciężka     | François Meyer     |                   | Anders Larsson p | Nie awansował                  | Nie awansował      | Nie awansował    | Nie awansował |
| styl wolny waga półciężka     | Camille Ledran     |                   | Walter Maurer p  | Nie awansował                  | Nie awansował      | Nie awansował    | Nie awansował |

### Żeglarstwo
| Zawodnik                              | Konkurencja      | Wyścig           | Wyścig            | Wyścig             | Punkty | Finałowa pozycja |
| Zawodnik                              | Konkurencja      | Wyścig I miejsce | Wyścig II miejsce | Wyścig III miejsce | Punkty | Finałowa pozycja |
| ------------------------------------- | ---------------- | ---------------- | ----------------- | ------------------ | ------ | ---------------- |
| Albert Weil Robert Monier Félix Picon | klasa 6,5 metrów |                  | 2.                | 2.                 | 4      | srebro           |